# Hamud
Hamud ou Hammud (en latin : Chamut ou Hamut) dit Roger Hamut, est un gouverneur de l'Émirat de Sicile qui fut dans les années 1080 l'un des derniers opposants aux Normands qui ont entamé, deux décennies plus tôt, la reconquête de l'île sur les musulmans.

## Biographie
Hamud appartiendrait à une famille illustre et d'ascendance alide, les Hammudites. En Sicile, sa famille était possessionée de Castrogiovanni à Girgenti.
En 1086, après la mort de l'émir de Syracuse Benavert, les musulmans de Sicile ne conservaient que quelques forteresses dont Castrogiovanni, Noto et Butera. Hamud, émir de Castrogiovanni, fut attaqué par le chef normand Roger de Hauteville qui commença le 1er avril 1086 par assiéger Girgenti, l'un de ses fiefs, où étaient enfermés sa femme et ses enfants. Le 25 juillet de la même année, Girgenti tomba aux mains des Normands qui capturèrent la femme et les enfants de l'émir qui, désespéré, décida de négocier avec Roger. Toutefois, craignant d'être massacré par les siens, s'il parlait de livrer Castrogiovanni aux chrétiens, il convint avec le chef normand de sortir à jour fixe de la ville et de se laisser prendre dans une embuscade. Les choses se passèrent comme il avait été convenu et Hamud, prisonnier de Roger, se convertit au catholicisme (il sera baptisé par l'évêque d'Agrigente Gerland), et prit le nom de Roger ; rendu à la liberté, il reçut de grands biens en Calabre.
La conversion de Roger Hamut laisse penser à un double jeu auquel la tradition shî`ite pourrait avoir conduit, mais que rien ne prouve.

## Sources
- Geoffroi Malaterra, Livre IV.